# 縣政中心車站
縣政中心車站位於宜蘭縣宜蘭市，又稱宜蘭新站，為臺灣鐵路公司宜蘭線規劃新增的鐵路車站，站址位於宜蘭縣議會斜對面，將會與高鐵宜蘭站共站，預計於宜蘭鐵路高架化通車之後啟用。

## 車站概要

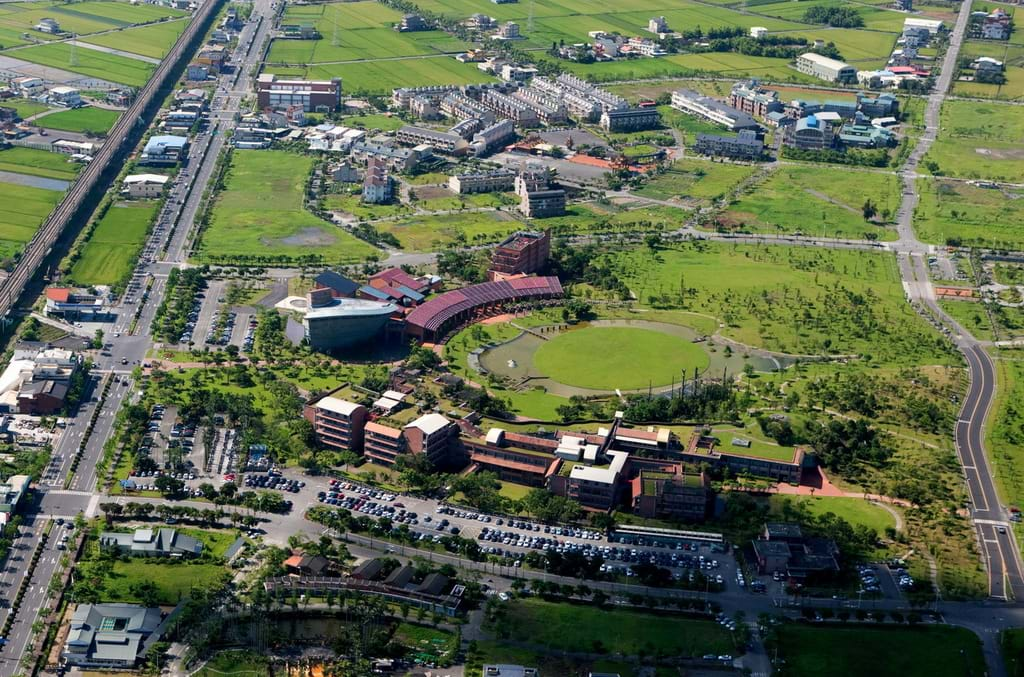
宜蘭縣政中心，為宜蘭縣政府、縣議會與地方法院所在地

配合臺鐵捷運化政策，宜蘭縣政府考量宜蘭縣政特區周圍發展及宜蘭科學園區成立，規劃在臺鐵宜蘭與二結兩站之間近長達近六公里路段間新設一座高架車站。
因高鐵延伸宜蘭計畫，交通部要求高鐵車站能與臺鐵車站轉乘，規劃將高鐵宜蘭站與本站做為轉乘站點且站體共構，完工之後將會是宜蘭縣首座雙鐵共構車站，並成為宜蘭地區新的主要交通樞紐之一。

## 車站構造
- 本站為高架車站，設置島式月台兩座，並與高鐵宜蘭站共構[6]

### 月台配置
| 二樓 | 2B月台   | 宜蘭線 往蘇澳/花蓮方向 →                                                                 |
| 二樓 | 島式月台 |                                                                                          |
| 二樓 | 2A月台   | 宜蘭線 往蘇澳/花蓮方向 →                                                                 |
| 二樓 | 1B月台   | 宜蘭線 ← 往宜蘭、臺北方向                                                                |
| 二樓 | 島式月台 |                                                                                          |
| 二樓 | 1A月台   | 宜蘭線 ← 往宜蘭、臺北方向                                                                |
| 一樓 | 大廳層   | 售票處、剪票口、補票處、自動售票機、驗票閘門、洗手間、商場、市區公車停靠站、轉乘台灣高鐵 |

## 利用狀況
初期主要停靠區間車，配合高鐵延伸宜蘭計畫搭乘高鐵往返花東民眾，高鐵完工後預計增停對號列車。

## 車站周邊
- 宜蘭縣政府
- 宜蘭縣議會
- 宜蘭縣史館
- 臺灣宜蘭地方法院
- 臺灣宜蘭地方檢察署
- 農業部農田水利署宜蘭管理處
- 中央公園
- 宜蘭科學園區
- 國立宜蘭大學城南校區
- 宜蘭縣立凱旋國小
- 宜蘭縣立凱旋國中
- 蘭陽大橋
- 台九線

## 歷史
- 預計2035年啟用
- 預計2036年高鐵轉乘區啟用

## 鄰近車站
- 預計營運模式